# Сайф ад-Дин Мухаммад ибн Хусейн
Сайф ад-Дин Мухаммад ибн Хусейн (перс. سیف الدین محمد‎‎) — султан Гуридского султаната с 1161 по 1163. Он был сыном и преемником Ала ад-Дина Хусейна по прозвищу «Джахансуз».

## Биография
После восшествия на престол, он начал преследование исмаилитов, которые пользовались благосклонностью во время правления его отца. Сайф ад-Дин Мухаммад также освободил двух сыновей Баха ад-Дина Сам I, Гийас ад-Дина Мухаммеда и Муиз ад-Дина Мухаммеда. С помощью Гийас ад-Дина Мухаммада, Сайф позже начал войну против тюрков-огузов. Сайф ад-Дин был предан и убит во время битвы в 1163 году близ Мерва братом гуридского генерала Вармеш ибн Шита, которого Сайф казнил. Затем Сайф ад-Дина сменил Гийас ад-Дин.